# Pelger-Huët-Anomalie
Die Pelger-Huët-Anomalie beschreibt eine unzureichende Differenzierung des Zellkerns der weißen Blutkörperchen (Leukozyten). Die Veränderungen an sich haben keinen Krankheitswert.
Die Erstbeschreibung der Veränderungen an den Leukozyten stammt aus dem Jahre 1928 durch den niederländischen Hämatologen Karel Pelger (1885–1931).
Der niederländische Kinderarzt Gauthier Jean Huët (1879–1970) identifizierte die Veränderungen als Erbkrankheit.

## Verbreitung
Die Häufigkeit wird mit 1 zu 6000 angegeben, die Vererbung erfolgt autosomal-dominant.

## Pathologie
Bei der autosomal-dominant vererbten Anomalie kommt es zu einer verminderten bis fehlenden Hyposegmentation des Zellkerns der Granulozyten. So besitzen die Kerne maximal nur zwei Kernsegmente ("bilobulär"). Die Funktion der Leukozyten ist dadurch jedoch nicht oder nur sehr wenig beeinflusst. Bei der homozygoten Form sind die Kerne alle unsegmentiert und rund. Bei der heterozygoten Form besitzen die Kerne größtenteils zwei Segmente.

## Ursache
Der Erkrankung liegen Mutationen im LBR-Gen auf Chromosom 1 Genort q42.12 zugrunde, welches für den Lamin-B-Rezeptor kodiert, der zur Sterol-Δ24-Reduktase-Familie gehört.
Veränderungen in diesem Gen finden sich bei folgenden Krankheitsbildern, teilweise mit schwersten Störungen:
- Rezessive spondylometaphysäre Dysplasie, Synonyme: PHA mit milden Skelettanomalien; PHASK[7][8]
- SOPH-Syndrom (Kleinwuchs-Optikusatrophie-Pelger-Huët-Anomalie-Syndrom).[9]
- Greenberg-Dysplasie, meist bereits während der Schwangerschaft letal
- Reynolds-Syndrom (Autoimmunkrankheit mit primärer biliärer Zirrhose und begrenzter kutan-systemischer Sklerose), bei einer Betroffenen entsprechender Mutationsnachweis[10]

## Erworbene Anomalie
Die angeborene Anomalie muss von der erworbenen Pseudo-Pelger-Huët-Anomalie unterschieden werden. Hierbei kommt es wegen einer Grunderkrankung zum kurzfristigen Auftreten dieser Hyposegmentation. Auslösende Erkrankungen können unter anderem verschiedene Leukämieformen, besonders die Akute myeloische Leukämie, ein myelodysplastisches Syndrom, schwere Infekte oder einen Mangel an Vitamin-B12, Folsäure oder Kupfer sein. Auch nach medikamentöser Therapie wurde die Pseudo-Pelger-Huët-Anomalie beobachtet.